# 香川美人
香川 美人（かがわ よしと、1915年（大正4年）― 2008年（平成20年））は、愛媛県大三島出身の歌人。実兄の香川末光,甥の香川哲三も歌人。1930年（昭和5年）、「満州短歌」（後の「短歌中原」）に入会し八木沼丈夫に師事した。終戦後、郷里の愛媛県大三島に引き揚げ、1948年（昭和23年）に香川末光・藤原弘男らと「うづしほ短歌会」を結成した。1954年（昭和29年）に「歩道短歌会」に入会し佐藤佐太郎に師事した。「満州短歌」及び「短歌中原」時代の作品を纏めた歌集『碧落』、「歩道」入会後の作品を収めた歌集『風濤』、歌集『海光』がある。写生に立脚した精緻な対象描写と日常生活を柔軟な感性で捉えた歌風に特色がある。

## 代表作品
第三歌集『碧落』　「満州短歌」「短歌中原」時代の作品
- 荷造りを終へしかたはらに母と座り思ひいづるは亡き兄のこと
- たたなづく四方の国土見さけつつ心は晴れぬ高山のうへ（高千穂）
- 凝りたる雪踏みてゆく原のみち銃を持つ手に寒さあつまる（行軍訓練）
- 天地にとほる悲しみ血しぶきはわたつみ遠き島をめぐりて（戦局きびし）

　第一歌集『風濤』
- 炬燵にて簡素なる夕餉を妻とする今のかたちは未来のかたち
- 砂浜を歩める人の遠ければ来るごとくまた行くごとく見ゆ
- 何時となく目覚めてゐたり庭土に地虫の声のみつるあかつき
- しろたへの砂のうへに置く石いくつ石の距離より静かさは来る

　第二歌集『海光』
- 風寒き今宵高空に街の灯の反映のなき雲みづみづし
- 潮曇ひねもす山に送りたる風をさまりぬ沖の夕映
- 鈍痛のある歯を押へふはふはとして暑き日の街を帰り来
- 一群の雁に遅るる二羽三羽過ぎてまた遠き一群の雁
- 夕映の終りて島は昏れしかど海さむざむと波明りあり

『海光』以降
- 夏の日にしたたるごとく黄に照りてつらなる故宮楼閣の甍
- 半白の相似し髪を吹かれ立つ兄とわれとは島山のうへ
- 夕ぐれの病床訪へばデーモンのごとく底光る眼を向けたまふ
- われを案じはやく帰れと妻の言ふ帰りて誰の待つ家ならず
- にはかなる今朝の寒さや半開のまま日を待てる紅蜀葵の花
- 汗あえてすべり落ちたるわが眼鏡ことなくありぬ庭草のうへ

## 経歴
- 1915年（大正4年）　愛媛県大三島に生まれる。
- 1926年（大正15年）　関東州大連（満州）に渡る。
- 1930年（昭和5年）　「満州短歌」（後に「短歌中原」）に参加、八木沼丈夫に師事。
- 1948年（昭和23年）　大三島に帰り、香川末光・藤原弘男らと「うづしほ短歌会」を結成。アララギに入会。上京。
- 1949年（昭和24年）　斎藤茂吉にまみえた。続いて、高橋加寿男と青山の佐藤佐太郎宅を訪問した。
- 1954年（昭和29年）　「歩道」の手賀沼吟行会に参加。「歩道」に入会し佐藤佐太郎に師事。
- 1965年（昭和40年）　藤原弘男・香川末光らと佐藤佐太郎夫妻を来島海峡に案内。
- 1969年（昭和44年）　高橋加寿男とともに『遺稿 八木沼丈夫歌集』を編纂し発行。
- 1970年（昭和45年）　 第一歌集『風濤』を出版。
- 1973年（昭和48年）  「歩道年度賞」受賞。
- 1976年（昭和51年）　法務省退職。
- 1978年（昭和53年）　中国（北京、大連など）に旅行。
- 1979年（昭和54年）　佐藤佐太郎夫妻に随行しインドに旅行。
- 1980年（昭和55年）　佐藤佐太郎夫妻に随行し中国（広州、恵州等）に旅行。
- 1981年（昭和56年）　佐藤佐太郎夫妻に随行し中国（北京、天津）に旅行。歌集『海光』出版。
- 1983年（昭和58年）　現代歌人協会会員。
- 1985年（昭和60年）　中国赤壁佐藤佐太郎歌碑除幕式に出席。
- 1988年（昭和63年）　中国（長安、北京、鳴沙山など）に旅行。
- 1992年（平成4年）  歌集『碧落』出版。
- 1994年（平成6年）　佐藤佐太郎赤壁歌碑十年祭に出席。
- 1996年（平成8年）　中国赤壁の中日友好之舎落慶式に佐藤志満名代として出席。
- 2008年（平成20年）　永眠。92歳。

### 歌集
- 第一歌集『風濤』　1970年（昭和45年）　新星書房
- 第二歌集『海光』　1981年（昭和56年）　短歌新聞社
- 第三歌集『碧落』　1992年（平成4年）　檸檬社

### 編集
『遺稿　八木沼丈夫歌集』 1969年（昭和44年）　新星書房　